# Stade de Mbour
Ne doit pas être confondu avec Mbour Petite-Côte Football Club.
Actualités
Le Stade de Mbour est un club de football sénégalais basé à M'bour sur la Petite-Côte. C'est l'équipe fanion de la ville de M'bour. Ce club multi-catégoriel et pluridisciplinaire évolue actuellement en Ligue 1.

## Histoire
Le Stade de Mbour est un club de football fondé en 1960 dans la région côtière de la Petite-Côte au Sénégal. La ville est connue comme une destination touristique populaire, déjà un cadre idéal pour le beau football.
Le Stade de Mbour est finaliste malheureux trois fois dans son histoire en coupe du Sénégal. En 2008 contre ASC Jaraaf de Dakar, en 2017, dans un derby la Petite-Côte contre une autre équipe de la ville de Mbour le Mbour Petite-Côte FC et en 2023 contre encore ASC Jaraaf.
Le Stade de Mbour est aussi finaliste de la coupe de ligue en 2017 contre US Ouakam, une finale interrompue à cause d'une drame (effondrement de turbine provoqué par bousculade) au stade Demba Diop venant des affrontements entre supporters des deux clubs lébous. Une drame avec un bilan lourd (huit morts et une dizaine de blessés) conduisant à une victoire du Stade de Mbour sur tapis vert et une sanction de US Ouakam.
Le Stade de Mbour est vainqueur de la coupe du parlement (actuelle coupe HCCT) en 2010 contre l'équipe de la ville de Richard-Toll, la Compagnie Sucrière Sénégalaise (CSS).
Le Stade olympique choletais s’associe en partenariat avec le Stade de Mbour

## Palmarès
- Coupe du Sénégal
  - Finaliste : 2008, 2017, 2023

- Championnat du Sénégal D2
  - Vice-champion :  2013 et 2025

- Coupe de la Ligue sénégalaise
  - Vainqueur : 2017-2018

- Coupe du Parlement
  - Vainqueur : 2010[8]

- Coupe du Sénégal (juniors)
  - Vainqueur : 1997